# Helena (Schiff, 1925)
Die Helena ist ein Ausflugsschiff mit Heimathafen Krakau, das aus Deutschland stammt.

## Geschichte
Die beinahe hundertjährige Geschichte des Schiffes lässt sich nicht ganz lückenlos rekonstruieren. Laut Homepage des Eigners wurde das Schiff 1925 in Königswinter gebaut und hat zwei Umbauten hinter sich. Wer der erste Besitzer des Schiffes war und welchen Namen es beim Stapellauf trug, geht aus dieser Quelle aber nicht hervor.
Offenbar gelangte die Helena über Tschechien nach Polen; jedenfalls wurde sie bis zum 18. Mai 2011 mit der nationalen Registriernummer 201559 und dem Schiffsnamen Ariel im tschechischen Schiffsregister geführt.
Die Ariel wurde in Děčín von Ivo Kalvas betrieben. Dieser konnte sich mit dem relativ langsamen und kleinen Schiff bald nicht mehr gegen die Konkurrenz auf der Elbe durchsetzen und stieß es wenige Jahre nach dem Kauf wieder ab.
Kalvas hatte das Schiff offenbar in Deutschland gekauft, denn im tschechischen Schiffsregister wird noch eine alte Registriernummer der Ariel genannt: GO-A 689 ist vermutlich eine inkorrekte Schreibung für GÖ-A 689, was auf eine Herkunft des Schiffes aus dem Raum Göttingen hindeutet.
Eine Ariadne, deren Maße bei dem Eintrag von 1956 genau mit denen der Helena übereinstimmen – zwischen den beiden Einträgen muss eine Verbreiterung des Schiffes stattgefunden haben –, erscheint im Rheinschiffregister 1935 und 1956. Als Eigner wird jeweils Philipp Hebel in Boppard genannt.
Diese Ariadne der Hebel-Linie diente von 1939 bis 1945 als Hilfsstreifenboot.
In der Festschrift zum hundertjährigen Jubiläum der Hebel-Linie wird angegeben, die Ariadne sei 1924 (!) bei Jean Stauf in Königswinter gebaut und 1925 in Dienst gestellt worden. 1966 sei sie umgebaut und 1975 an Johannes Weffers in Kassel verkauft worden. Dazu passt eine Göttinger Registriernummer.
Gerhard Böttcher berichtete 2014, es habe eine 1925 gebaute „Barkasse“ namens Chassalla in Kassel gegeben, die auf der Fulda als Ausflugsfahrzeug im Einsatz gewesen sei. Ob diese Chassalla mit der Ariadne identisch ist, ist nicht ganz klar. Jedenfalls aber soll ein Schiff, das vielleicht zeitweise Chassalla hieß und das große Ähnlichkeit mit der Ariadne hatte, im späten 20. Jahrhundert als Privatboot in vernachlässigtem Zustand bei Spiekershausen gelegen haben. Schließlich soll es noch einige Zeit zwecks Überholung an Land gelegen haben und um das Jahr 2002 verschwunden sein, was wiederum gut mit den Daten zu Ivo Kalvas zusammenpasst. Als Kalvas die Ariel im Jahr 2010 wieder zum Kauf anbot, war sie sehr restaurierungsbedürftig.
„Kapitan Victor“, der polnische Betreiber der Helena, hat noch ein zweites Schiff im Einsatz, das in Deutschland gebaut wurde: Bei der Patria, ex Peißnitz, handelt es sich um ein Binnenfahrgastschiff Typ III, das 1979 beim VEB Yachtwerft Berlin gebaut wurde. 2016 wurde die Peißnitz zusammen mit der Rheinpfalz nach Polen verkauft, nachdem die Reederei Riedel in Halle an der Saale insolvent geworden war. Doch die Rheinpfalz wurde im Gegensatz zur Peißnitz und zur Helena nie nach Polen überführt, sondern liegt (Stand: 2025) nach wie vor in Halle.